# Acidoton
Acidoton es un género de plantas con flores perteneciente a la familia  Euphorbiaceae. Comprende 26 especies descritas y de estas, solo 6 aceptadas, que se encuentran en Centroamérica y norte de Sudamérica.

## Descripción
Son arbustos o árboles pequeños, sin látex; plantas dioicas. Hojas alternas, simples, elípticas a obovadas, 10–20 cm de largo y 3–8 cm de ancho, ápice abruptamente caudado-acuminado, base cuneada, márgenes gruesamente crenados hacia el ápice, glabras excepto sobre los nervios, pinnatinervias; pecíolos 3–7 mm de largo, estípulas lanceoladas, 3–5.5 mm de largo, acuminadas, enteras, persistentes. Racimos axilares de 1–3 cm de largo, flores apétalas; flores estaminadas con 3 sépalos, 3–3.5 mm de largo, pubescentes, disco no bien definido, estambres 24–35, libres, anteras con penachos de tricomas urticantes en el ápice, pistilodio ausente; flores pistiladas con pedicelos 3–9 mm de largo cuando en fruto, sépalos 5 o 6, 1 mm de largo en la antesis, ovario 3-locular, 1 óvulo por lóculo, a veces densamente pubescente con tricomas urticantes, estilos connados, 2–2.5 mm de largo, no lobados, densamente papilosos. Fruto capsular, 8.5 mm de diámetro; semillas globosas, 4–4.5 mm de diámetro, lisas, ecarunculadas.

## Taxonomía
El género fue descrito por  Peter Olof Swartz y publicado en Nova Genera et Species Plantarum seu Prodromus 6, 83. 1788. La especie tipo es: Acidoton urens Sw.	

## Especies aceptadas
A continuación se brinda un listado de las especies del género Acidoton aceptadas hasta marzo de 2014, ordenadas alfabéticamente. Para cada una se indica el nombre binomial seguido del autor, abreviado según las convenciones y usos. 
- Acidoton haitiensis Alain
- Acidoton lanceolatus Urb. & Ekman
- Acidoton microphyllus Urb.
- Acidoton nicaraguensis (Hemsl.) G.L.Webster
- Acidoton urens Sw.
- Acidoton variifolius Urb. & Ekman